# Сборная ЮАР по регби-7
Сборная ЮАР по регби-7 (англ. South African national rugby sevens team) — национальная сборная, представляющая ЮАР в соревнованиях по регби-7 (Мировая серия, чемпионаты мира, Олимпийские игры и Игры Содружества). Трижды абсолютный чемпион Мировой серии по регби-7 (сезоны 2008/2009, 2016/2017 и 2017/2018).

## История
Сборная ЮАР по регби-7 дебютировала на международной арене после снятия запрета, вызванного апартеидом. В 1993 году команда дебютировала на ежегодном турнире в Гонконге, выступив там в трёх розыгрышах, и на дебютном чемпионате мира в шотландском Мелроузе. В 1996 году команда выступила на турнирах в Уругвае (Пунта-дель-Эсте) и Дубае.
В 1997 году сборная ЮАР дошла до финала чемпионата мира, проиграв фиджийцам. В 1998 году команда сыграла на турнирах в аргентинском Мар-дель-Плата, уругвайском Пунта-дель-Эсте и чилийском Винья-дель-Мар. В 1999 году ЮАР выступила на турнирах в Мар-дель-Плата, Сантьяго, Фиджи, Гонконге, Японии и Париже. В 1999 году впервые состоялась Мировая серия по регби-7, а ЮАР с сезона 1999/2000 выступает во всех турнирах этой серии.
Прозвище сборной ЮАР «Блицбоки» (англ. Blitzboks) образовано от слова «блиц» (африк. blitz — «молния») и слова «бок» (африк. Bok), сокращения от имени антилопы «спрингбок», которая является символом Регбийного союза ЮАР и одновременно прозвищем основной сборной по регби-15.

## Статистика выступлений

### Олимпийские игры
| Олимпийские игры | Олимпийские игры  | Олимпийские игры | Олимпийские игры | Олимпийские игры | Олимпийские игры | Олимпийские игры |
| Год              | Раунд             | Позиция          | Игры             | Победы           | Поражения        | Ничьи            |
| ---------------- | ----------------- | ---------------- | ---------------- | ---------------- | ---------------- | ---------------- |
| 2016             | Матч за 3-е место | 3-е место        | 6                | 4                | 2                | 0                |
| Итого            | 0 побед           | 1/1              | 6                | 4                | 2                | 0                |

### Чемпионаты мира
| 1993  | Четвертьфинал     | 5-е место | 8  | 6  | 2  | 0 |
| 1997  | Финал             | 2-е место | 7  | 6  | 1  | 0 |
| 2001  | Четвертьфинал     | 5-е место | 6  | 5  | 1  | 0 |
| 2005  | Четвертьфинал     | 5-е место | 6  | 4  | 2  | 0 |
| 2009  | Четвертьфинал     | 5-е место | 4  | 3  | 1  | 0 |
| 2013  | Четвертьфинал     | 5-е место | 4  | 3  | 1  | 0 |
| 2018  | Полуфинал         | 3-е место | 4  | 3  | 1  | 0 |
| 2022  | Матч за 7-е место | 7-е место | 4  | 2  | 2  | 0 |
| Итого | 0 побед           | 8/8       | 43 | 32 | 11 | 0 |

### Игры Содружества
| Игры Содружества | Игры Содружества | Игры Содружества | Игры Содружества | Игры Содружества | Игры Содружества | Игры Содружества |
| Год              | Раунд            | Позиция          | Игры             | Победы           | Поражения        | Ничьи            |
| ---------------- | ---------------- | ---------------- | ---------------- | ---------------- | ---------------- | ---------------- |
| 1998             | Четвертьфинал    | 5-е место        | 5                | 4                | 1                | 0                |
| 2002             | Полуфинал        | 3-е место        | 6                | 5                | 1                | 0                |
| 2006             | Финал Тарелки    | 6-е место        | 6                | 3                | 3                | 0                |
| 2010             | Полуфинал        | 3-е место        | 6                | 5                | 1                | 0                |
| 2014             | Финал            | 1-е место        | 6                | 6                | 0                | 0                |
| 2018             | Полуфинал        | 4-е место        | 5                | 3                | 2                | 0                |
| Итого            | 1 титул          |                  | 34               | 26               | 8                | 0                |

### Всемирные игры
| Турнир        | Место               |
| ------------- | ------------------- |
| Дуйсбург 2005 | 2-е место (серебро) |
| Гаосюн 2009   | 3-е место (бронза)  |
| Кали 2013     | 1-е место (золото)  |

## Мировая серия

### Победы
С сезона 1999/2000 сборная ЮАР становилась абсолютным победителем в следующих сезонах:
| Сезон     | Очки | Второе место | Выиграно этапов |
| --------- | ---- | ------------ | --------------- |
| 2008/2009 | 132  | Фиджи (102)  | 3               |
| 2016/2017 | 192  | Англия (164) | 5               |
| 2017/2018 | 182  | Фиджи (180)  | 2               |

## Рекордсмены по попыткам
Рекорды в Мировой серии по состоянию на 15 марта 2020 года. Жирным выделены действующие игроки.
| Номер | Игрок          | Попытки |
| ----- | -------------- | ------- |
| 1     | Сибело Сенатла | 230     |
| 2     | Сесил Африка   | 179     |
| 3     | Фабиан Юрис    | 179     |
| 4     | Джастин Гедулд | 111     |
| 5     | Вернер Кок     | 109     |